# Death on the Road
Death on the Road är ett livealbum av det brittiska heavy metal-bandet Iron Maiden, inspelad måndag 24 november 2003 i Dortmund, Tyskland. Skivan består av spelningen bandet gjorde där under Dance of Death Tour. Skivna innehåller "bara" sju nya tidigare outgivna livelåtar, de flesta finns redan utgivna på tidigare livealbum.
Det släpptes även en DVD av spelningen den 6 februari 2006. Se Death on the Road (DVD) för mer info.
Skivan nådde flera topplaceringar på olika listor världen över när skivan släpptes bland andra nummer sju i Sverige.

## Låtlista

### CD 1
1. Wildest Dreams (Smith, Harris)
2. Wrathchild (Harris)
3. Can I Play With Madness (Smith, Dickinson, Harris)
4. The Trooper (Harris)
5. Dance Of Death (Gers, Harris)
6. Rainmaker (Murray, Harris, Dickinson)
7. Brave New World (Murray, Dickinson, Harris)
8. Paschendale (Smith, Harris)
9. Lord Of The Flies (Harris, Gers)

### CD 2
1. No More Lies (Harris)
2. Hallowed Be Thy Name (Harris)
3. Fear Of The Dark (Harris)
4. Iron Maiden (Harris)
5. Journeyman (Smith, Harris, Dickinson)
6. The Number Of The Beast (Harris)
7. Run To The Hills (Harris)

## Singlar
- "The Trooper" (Harris) - Släpptes den 15 augusti, 2005 och innehöll "The Trooper" live 2003 och originalversion och "Prowler" (Harris) live 2005.

## Banduppsättning
- Steve Harris - bas
- Bruce Dickinson - sång
- Janick Gers - gitarr
- Adrian Smith - gitarr
- Dave Murray - gitarr
- Nicko McBrain - trummor